# بستنی وانیلی

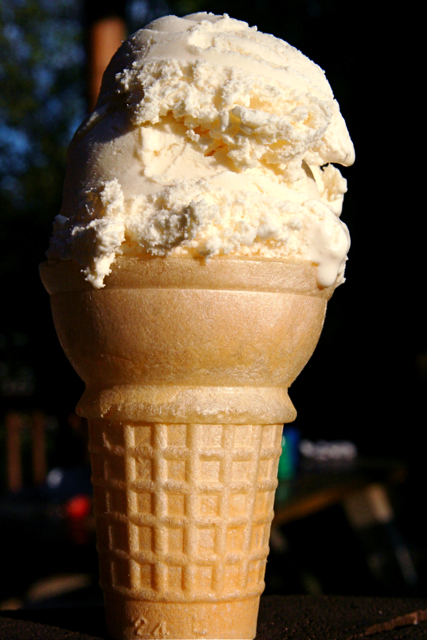
بستنی وانیلی قیفی

بستنی وانیلی یکی از انواع بستنی هاست که برای تهیه‌ی آن از شیر، شکر، زرده تخم مرغ و وانیل استفاده می‌کنند. وانیل در اروپا و آمریکای شمالی اغلب برای طعم دهی به بستنی استفاده می‌شود.

## تاریخچه
وانیل برای اولین بار در قرن شانزدهم میلادی توسط آزتک‌ها استفاده می‌شد. فاتحان اسپانیایی، در سراسر آمریکای میانه و مکزیک امروزی مردمانی را یافتند که از وانیل در نوشیدنی‌ها و غذاهایشان استفاده می‌کردند.
پس از آن وانیل به اسپانیا آورده شد و برای طعم و عطر دهی یک نوشیدنی شکلاتی استفاده شد. این نوشیدنی از مخلوط دانه‌های کاکائو، وانیل، ذرت، آب و عسل درست شده بود. دامنه مصرف این نوشیدنی به انگلستان، فرانسه و در اوایل قرن هفدهم میلادی به کل اروپا گسترده شد.
در سال ۱۶۰۲ میلادی، هیو مورگان، عطار ملکه الیزابت اول توصیه کرد که وانیل و کاکائو به صورت جداگانه مصرف شوند.